# Halosbaena daitoensis
Halosbaena daitoensis är en kräftdjursart som beskrevs av Michitaka Shimomura och Fujita 2009. Halosbaena daitoensis ingår i släktet Halosbaena och familjen Halosbaenidae. Inga underarter finns listade i Catalogue of Life.